# Louis Thiers
Louis Thiers (Crest, 22 mars 1910 - Marseille, 13 juillet 1988), lieutenant colonel ER, homme d'affaires français, est un ancien directeur et administrateur du groupe Pernod-Ricard.

## Biographie
Son père était médecin à Crest. Issu d'une famille de cinq enfants, Louis Thiers fit ses études aux Minimes de Lyon puis à l'école d'officiers d'Intendance de Bouguenais. Financier de formation et directeur au Crédit Lyonnais, son beau-frère Paul Ricard lui demande de rejoindre l'entreprise familiale en 1937. Louis Thiers participe au développement de la société Ricard, où il occupera les fonctions de directeur commercial, directeur financier et administrateur de la société Ricard puis du groupe Pernod-Ricard lors de sa création en 1975. 
En 1951, il se rend à Paris et obtient du gouvernement le rétablissement de la vente des alcools à 45° qui avait été interdit par le régime de Vichy. Les Français peuvent donc recommencer à consommer du pastis.
En parallèle de ses activités professionnelles, il crée en 1955, l'Union des clubs taurins Paul Ricard, qui deviendra plus tard la première association taurine d'Europe, dont il sera le président jusqu'en 1988, date à laquelle son fils Philippe Thiers lui succède.
Louis Thiers est chevalier dans l'ordre national du Mérite.
Plusieurs villes ont tenu à honorer la mémoire de Louis Thiers pour sa participation à leur vie économique et associative : rue Louis Thiers à Arles, place Louis Thiers à Chichilianne et Arènes Louis Thiers puis devenu Arènes Municipales Louis Thiers à Saint-Martin-de-Crau lors de la construction de nouvelles infrastructures entrées en service en 2008. De nombreux trophées taurins portent également son nom dans toutes les régions du sud de la France.